# Регніцлозау
Регніцлозау (нім. Regnitzlosau) — громада в Німеччині, розташована в землі Баварія. Підпорядковується адміністративному округу Верхня Франконія. Входить до складу району Гоф.
Площа — 39,90 км2. Населення становить 2298 осіб (станом на 31 грудня 2020).